# Auditorio Gastón Parra Luzardo
El Auditorio Gastón Parra Luzardo es el nombre que recibe una sala de eventos localizada en el piso 24 de la Torre Financiera del Banco Central de Venezuela, específicamente en su sede principal en el Municipio Libertador al oeste del Distrito Metropolitano de Caracas y al centro norte del país sudamericano de Venezuela.
En el espacio se celebran todo tipo de actividades culturales, teatrales, folclóricas, charlas, ponencias, talleres, presentaciones artísticas, presentaciones de libros, foros, ruedas de prensa, conciertos, y una variada gama de actividades institucionales. Fue bautizado así en el año 2009, y debe su nombre al economista y académico venezolano Gastón Parra Luzardo quien fuese presidente de la institución entre 2005 y 2008.